# إيفا برون
يارد إيفا سيسيليا برون (بالسويدية: Gert Eva Cecilia Brunne) (ولدت في 7 مارس 1954) هي أسقف في كنيسة السويد. شغلت منصب أسقف ستوكهولم بين عامي 2009 و2019. وهي أول امرأة أسقف مثلية الجنس تتولى منصب كنسيّ كبير في العالم وأول أسقف من كنيسة السويد تعيش مع زوجتها في شراكة مسجلة مثلية.

## دراستها وبدايات عملها
ولدت برُون يوم 7 مارس عام 1954 في مدينة مالمو جنوبي السويد، حيث نشأت وترعرعت هناك. أصبحت بعد تخرجها من الجامعة طالبة لاهوتية في جامعة لوند. عُينت قسيسةً عام 1978 وباشرت خدمتها الكهنوتية في أبرشية لوند، والتي تضم محافظتي بليكينج وسكونا الواقعتين أقصى جنوب السويد. قضت برُون السنوات الأولى من حياتها الكهنوتية في مدينة كارلسكرونا بمحافظة بيلكينج. أقامت برون بصورة دائمة في العاصمة ستوكهولم عقب توليها منصب الأمين العام للحركة المسيحية للطلاب السويديين في عام 1980. عملت كقسيسة جامعية ملحقة ومستشارةً للأسقف، وذلك قبل توليها منصب فيقار بلدية سوندبيبيرغ عام 1990. وخدمت برُون ثماني سنوات أخرى كفيقار في فليمينغسبيرغ بعد ثماني سنوات من الكهنوتية في سوندبيبيرغ. وأصبحت رئيسة بلدية هودينج وبلدية بوتكيركا من عام 2000 حتى سنة 2006.

## عملها كأسقف
أصبحت برون عميدة الأبرشية عام 2006 بعد أن مثلت رجال الدين في الأسقفية اللوثرية لمدينة ستوكهولم من عام 1997 حتى 2005. اُنتخِبت برون أسقفاً لستوكهولم بتاريخ 26 مايو 2009، خلفاً لكارولين كروك. وهي أول امرأة أسقف مثلية علناً في العالم وأول أسقف تتبع لكنيسة السويد وتعيش في شراكة مسجلة مثلية مع زوجتها. وفازت برُون بالانتخابات لتوليها المنصب بأغلبية 413 صوتاً مؤيداً مقابل 365 صوتاً معارضاً وقالت حول الأمر: «من الجيد جداً أن تكون كنيستنا مثالاً يحتذى به هنا وان اختياري أسقفاً كان بناءً على مؤهلاتي، حينما يعلمون [تقصد مجمع كنسية السويد] بأنهم أيضا قد يواجهون مقاومة في مكانٍ آخر.»  وكتبت برون على الموقع الرسمي لكنيسة السويد: «أنا أعلمُ ما يدفع للتشكيك. أنا محظوظةٌ أنه لديَّ سلطة، وأنه بإمكاني استخدامها لصالح أولئك الذين ليس لديهم أي سلطة».
تم تكريس برُون كأسقف في كاتدرائية أوبسالا يوم 8 نوفمبر على يد رئيس أساقفة أوبسالا أندرس ويجريد. حضر الملك كارل السادس عشر غوستاف والملكة سيلفيا حفل التكريس. ورفض خمسة أساقفة أنجليكيون، بمن فيهم أسقف كانتربري روان ويليامز آنذاك، الدعوة لحضور الاحتفال، كما رفض ممثلو الاتحاد اللوثري العالمي وممثلوا كنائس آيسلندا وإستونيا ولاتفيا وليتوانيا. نفى رئيس الأساقفة لكنيسة السويد أندرس ويجريد أن رجال الدين من كنيسة إنجلترا قد قاطعوا الحفل.
أمام محكمة الكنيسة في سنة 2017، وجهت برُون انتقادات لديمقراطيو السويد، مدعية أن الحزب يريد كنيسة لم تعد متوفرة. كما أعرت عن قلقها من أن تصبح الكنيسة أكثر محافظة.

### حادثة افتتاح البرلمان السويدي
في أكتوبر 2010، شاركت الأسقف برُون في تجمع ضد العنصرية في ستوكهولم، بعد أن دخل حزب ديمقراطيو السويد إلى البرلمان السويدي. في اليوم التالي، ذكرت برُون المظاهرات في موعظة الكنيسة التقليدية التي تسبق افتتاح البرلمان السويدي. ردا على ذلك، خرج جيمي اكيسون وغيرهم من أعضاء الحزب من الكنيسة غاضبين.  قال أكيسون أن الأسقف هاجمت حزبه بوضوح في كلمتها. ونفت برُون أن الخطاب كان موجها ضد حزب معين.

### إزالة الرموز المسيحية
اقترحت برون في شهر سبتمبر من عام 2015 إزالة رموز المسيحية، بما في ذلك الصلبان، من كنيسة البحارة الواقعة في ميناء ستوكهولم، بغية فتح أبواب الكنيسة للمتعبدين من البحارة من جميع المعتقدات، ومن أجل وضع اتجاه القبلة إلى مدينة مكة كخدمة للزوار المسلمين. وبما أن كنيسة البحارة هي مؤسسة مستقلة، ووجودها في ستوكهولم، ليس جزءًا من أبرشية برون في ستوكهولم، رفضت رئيسة كنيسة البحارة كيكي فيتيربيرج، الاقتراح في مقابلة مع صحيفة «داجن» السويدية، مشيرةً إلى أنه «لا مشكلة في عبادة المسلمين أو الهندوس الذين يتعبدون في الكنيسة، ولكن الكنيسة ستحتفظ بصلبانها، كونها كنيسة مسيحية».

## حياتها الخاصة
تعيش برون منذ سنة 2001 في شراكة مسجلة مثلية مع غونيلا ليندين وهي أيضاً قسيسة معيَّنة في كنيسة السويد. حظيت علاقة الزوجتين بمباركة الكنيسة، ولديهما طفل صبي ولِدَ عام 2006.

## وصلات خارجية
- الصفحة الشخصية على الموقع الرسمي لكنيسة السويد (بالإنجليزية)